# VENUS (1997年結成のアイドルユニット)
VENUS（ビーナス）は、1997年に登場したグラビアアイドル女性4人組のユニットである。音楽デビューは1998年7月。エイベックスに所属。

## 略歴
- トーヨータイヤ・'97「トランピオ・ギューン」のCMに出演。
- 1998年、フォーミュラニッポンのイメージガールとなる。
- テレビ出演ではレースクイーン風の統一した衣装で出演することが多かった。
  - 途中脱退した北沢まりあはワンダフルガールズ第4期へ。原田ゆうかは妃今日子に改名した。2人の後に、北山えり、寿美幸、その後に安藤舞、只木絵美子が加わった。

## メンバー
- 麻生 奈未（あそう なみ、1976年4月18日 - ）岩手県盛岡市出身。身長：162cm、スリーサイズはB：90cm、W：60cm、H：87cm。血液型A型。所属：ミューズエンタテインメント（後のぱれっと）
  - かつてはライジングプロダクション所属。
- 田中 沙斗子（たなか さとこ、1978年2月13日 - ）旧名：山田 沙斗子。北海道札幌市出身。身長：163cm、スリーサイズはB：88cm、W：58cm、H：88cm、血液型：B型。ミューズエンタテインメント所属。
  - かつてはライジングプロダクション所属。ワンダフルガールズ第1期生。
- 安藤 舞（あんどう まい、1981年7月10日 - ）東京都出身。池袋商業高校卒業。身長：167cm、スリーサイズはB：82cm、W：56cm、H：81cm、体重：46kg。血液型A型。シャイニングプロモーション所属。
  - かつてはフロム・ファーストプロダクション所属。なお南青山少女歌劇団（5期生）の安藤舞（あんどう まい、1979年11月11日 - ）は同姓同名の別人で、無関係。
- 只木 絵美子（ただき えみこ、1977年5月16日 - ）神奈川県出身。東京女子学園高等学校卒業。身長：166cm、スリーサイズはB：85cm、W：59cm、H：86cm、体重：47kg、血液型A型。シャイニングプロモーション所属。
- 原田 ゆうか（はらだ ゆうか、1978年10月10日 - ）愛知県出身。身長：161cm、スリーサイズはB：87cm、W：60cm、H：87cm、血液型A型。ミューズエンタテインメント所属。
  - 旧名：本好 久美子。かつてはライジングスター所属。ベイキャニオンズメンバー。
- 北沢 まりあ（きたざわ まりあ、1980年1月24日 - ）東京都出身。身長：165cm、スリーサイズはB:84cm、W：59cm、H：88cm、血液型O型。ルノンプロモーション所属。
  - 旧名：北沢 麻梨亜。生年月日を「1979年1月24日」としていた事がある。かつてはトゥヴォイス所属。
- 北山 えり（きたやま えり、1976年12月14日 - ）シャイニングプロモーション所属。
- 寿 美幸（ことぶき みゆき、1979年6月28日 - ）シャイニングプロモーション所属。

## 出演

### テレビ
- 「雛かっぱー」（1997年、テレビ朝日）
- 「アルテミッシュNIGHT」（1998年、テレビ東京）
- 「ものまね王座決定戦」（1998年〜1999年、フジテレビ）
- 「24時間テレビ」（NTV）

## CD
- Love Letter（1998年7月、エイベックス、詞：阿久津健太郎、作・編曲：家原正樹）テレビ東京系「アルテミッシュNIGHT」オープニング・テーマ、テレビ東京「ヤンNight」エンディング・テーマ
  - C/W：SHININ' LOVE STORY（詞：えびね遊子、作・編曲：家原正樹）
- 恋のバカンス（1999年9月、エイベックス、詞：岩谷時子、曲：宮川泰、編曲：磯村英司）
  - C/W：Runaway Emotion、close to you （詞：森浩美、曲：ジョーイ・カーボーン、編曲：星野靖彦、上野圭市）※1997年10月“ベイキャニオンズ”のカバー

## 写真集
- Venus ファースト写真集（1998年5月、ブックマン社）
- D-4（1998年7月、ブロッコリー）*CD-ROM付き